# Thule Monitor Mission
Thule Monitor Mission var en overvågningsoperation under den kolde krig, som blev fløjet af et B-52G-fly, der havde den opgave at holde kontakt med radaren BMEWS for at verificere, at den var intakt og ikke sat ud af spillet ved et eksternt angreb eller sabotage. Fra starten af 1960erne overfløj B-52 Stratofortress dagligt Grønland som en del af beredskabet Airborne Alert. 
Det var et B-52G-fly nummer 58-0188, der fløj som ”Thule Monitor Mission”, der 21. januar 1968 styrtede ned på havisen ved North Star Bay tæt på Thule Air Base, der var udset som nødlandingsbane.
Flyene fra Thule Monitor Mission sendte på UHF-båndet, der har begrænset rækkedvidde, så Sovjetunionen ikke kunne lytte med.